# Chenoweth, Oregon
Chenoweth, Oregon (енгл. Chenoweth) насељено је место без административног статуса у америчкој савезној држави Орегон.

## Демографија
По попису из 2010. године број становника је 1.855, што је 1.557 (-45,6%) становника мање него 2000. године.
| Група             | 2000.         | 2010.         |
| Белци             | 2.882 (84,5%) | 1.452 (78,3%) |
| Афроамериканци    | 6 (0,2%)      | 8 (0,4%)      |
| Азијати           | 30 (0,9%)     | 12 (0,6%)     |
| Хиспаноамериканци | 372 (10,9%)   | 317 (17,1%)   |
| Укупно            | 3.412         | 1.855         |